# Pseudoromicia roseveari
Pseudoromicia roseveari és una espècie de ratpenat de la família dels vespertiliònids. És endèmic de Libèria.

## Descripció

### Dimensions
És un ratpenat de petites dimensions, amb una llargada total d'entre 89 i 91 mm, llargada de l'avantbraç de 37,1 mm, llargada de la cua d'entre 39 i 47 mm, llargada del peu de 8 mm i llargada de les orelles d'entre 13 i 14 mm.

### Aspecte
El color general del cos és xocolata, amb la base dels pèls lleugerament més fosca a les parts ventrals. Les orelles són relativament curtes i arrodonides. El tragus té el marge exterior corb i un lòbul diferent de la base. Les membranes alars són de color marró fosc. La cua és llarga i inclosa completament a l'ample uropatagi, que és marró fosc.

## Biologia

### Alimentació
S'alimenta d'insectes.

## Distribució i hàbitat
Aquesta espècie és coneguda només de dos individus capturats a prop del Mont Nimba, a Libèria.
Viu probablement a les selves pluvials d'entre 450 i 550 metres d'altitud.

## Estat de conservació
Aquesta espècie, havent estat descoberta recentment, encara no ha estat subjecta a cap criteri de conservació.